# Гірниче законодавство
Гірниче законодавство (рос.горное законодательство, англ. mining legislation, нім. Berggesetzgebung f — сукупність правових норм, які регулюють гірничі відносини та встановлюють правила ведення гірничих робіт.